# Parafia Matki Boskiej Częstochowskiej w Dzwoli
Parafia pw. Matki Bożej Częstochowskiej w Dzwoli – parafia rzymskokatolicka znajdująca się w diecezji sandomierskiej w dekanacie Janów Lubelski. Erygowana w 1920. Parafię prowadzą księża diecezjalni.
Do parafii przynależą: Dzwola, Kapronie, Konstantów, Kocudza Górna, Kocudza Dolna II, Władysławów, Zdzisławice.